# Hochschule für Musik, Theater und Medien Hannover
La Hochschule für Musik, Theater und Medien Hannover (École supérieure de musique, de théâtre et médias de Hanovre) est un conservatoire de musique, de théâtre et médias fondé à Hanovre (Basse-Saxe) en 1897 par Karl Leimer.

## Histoire
Dès le Royaume de Hanovre, sous le règne du roi Georges V de Hanovre et de son  violoniste et Konzertmeister à l'Opéra de Hanovre, Joseph Joachim, la ville de résidence (de) est devenue une ville de musique de premier plan. Hanovre devint une ville musicale d'envergure européenne et l'une des principales du nord de l'Allemagne. Mais au lieu de la salle de concert complémentaire souhaitée par le roi, ce n'est qu'en Empire allemand 1872 que les citoyens hanovriens fondèrent une Association pour la musique de chambre. Toujours en tant qu'entreprise privée, le compositeur de la cour de Hanovre Emil Evers, le professeur de piano Karl Leimer ainsi que le corniste, musicien de chambre, professeur d'université et compositeur Hermann Brune (de) fondèrent en 1897 l'Orchestre de Chambre de Hanovre (directeur fondateur), le Conservatoire de Hanovre fut fondé. Il fut repris par la ville en 1911, devint public en 1926 et fut déclaré École régionale de musique au milieu de la Seconde Guerre mondiale. Dans les années de reconstruction d'après-guerre, celle-ci fut réunie en 1950 avec l' École d'art dramatique de Hanovre et devint l' Académie de musique et de théâtre. Le 1er avril 1957, elle obtint le statut d'université. En même temps, elle fut divisée en deux institutions : l'école supérieure de musique et de théâtre de Basse-Saxe et l'école de musique de Basse-Saxe. Le 1er octobre 1962, ces deux entités furent à nouveau réunies pour former la Staatliche Hochschule für Musik und Theater.
Entre 1970 et 1973, l'architecte Rolf Ramcke construisit l'actuel bâtiment principal à la Neue Haus (anciennement Emmichplatz (de)) en tant que bâtiment en béton brut dans le style du brutalisme, qui présente le plan d'une arène ouverte sur la forêt urbaine Eilenriede (de). Il était considéré à l'époque comme l'un des bâtiments les plus modernes, construit spécialement dans le but d'accueillir une école supérieure d'art. Depuis 2011, le bâtiment est classé monument historique. Depuis 1973, le Land de Basse-Saxe est le propriétaire de l'école qui a obtenu le statut d'établissement d'enseignement supérieur artistique et scientifique en 1978.
C'est également en 1978 que des professeurs de l'école supérieure ont fondé, avec d'autres personnalités de Basse-Saxe, l'Académie internationale de musique pour solistes (de) pour encourager les jeunes surdoués.
En 1985, l'offre d'études a été élargie au domaine du jazz/rock/pop ainsi qu'au cursus complémentaire en journalisme. En 1990, l'Institut de journalisme et de recherche en communication a été créé et la filière de gestion des médias a été ajoutée.
En 2010, l'intendance a ajouté le terme "média" au nom. La HMTMH met ainsi en avant le domaine des médias, qui avait été créé par l'Institut de journalisme et de communication, rattaché une vingtaine d'années plus tôt.
L'Opéra national de Hanovre, l'Orchestre national, la Radio philharmonique de la NDR, diverses entreprises de médias et des projets théâtraux internationaux offrent aux étudiants des stages et l'accès à des programmes de bourses.

## Sites
La HMTMH est aujourd'hui répartie sur plusieurs sites à Hanovre :
- Neues Haus 1, quartier Zoo (bâtiment principal, Institut für Früh-Förderung musikalisch Hochbegabter, Incontri-Institut für neue Musik, Institut für Kammermusik)
- Hindenburgstraße 2-4, quartier Zoo (administration)
- Hohenzollernstraße 39, quartier Oststadt (Villa Seligmann, Centre européen de musique juive (de))
- Schiffgraben 48, quartier Oststadt (Institut de physiologie musicale et de médecine des musiciens)
- Seelhorststraße 3, quartier Zoo (Centre de recherche sur la musique et le genre, Institut de recherche en pédagogie musicale, Institut de musicologie)
- Expo Plaza 12, quartier de Bemerode (filière art dramatique, Institut de journalisme et de recherche en communication)
- Plathnerstraße 35, quartier Zoo (Institut de musique ancienne)
- Uhlemeyerstraße 21, quartier Oststadt
- Weidendamm 8, quartier Nordstadt (Institut de jazz/rock/pop)

## Études
L'équilibre entre la musique, l'art dramatique, la pédagogie et la science ainsi que la profession de foi en faveur de l'excellence dans la formation de pointe comme dans la formation de base sont au cœur de l'identité de la HMTMH. Pour cela, une offre d'études différenciée et complétée par de nombreuses masterclasses est proposée avec actuellement (2019) 33 filières.

### Branches artistiques
Avec une formation de haute qualité dans l'étendue instrumentale et 46 professeurs d'instruments, l'accent est mis à la HMTMH sur les domaines d'études suivants : formation artistique/classe solo, chant, éducation musicale et musique scolaire. Dans le cadre d'un renforcement de la formation en musique populaire, la filière "Popular Music" a été créée en 2008, en plus de la filière "Jazz, Rock, Pop" déjà existante. Les points forts de la formation se trouvent dans les domaines du piano, de la pratique orchestrale et de la promotion de la musique de chambre. Plusieurs productions d'opéra au cours de l'année académique - dont des premières et des créations - offrent la possibilité de se familiariser avec les conditions et les exigences de la pratique dès les études. En 2000, l'Institut pour l'encouragement précoce des musiciens surdoués (IFF) a été fondé en tant que première institution de ce type dans un conservatoire de musique allemand. Depuis le semestre d'hiver 2001/2002, des étudiants précoces surdoués sont formés à partir de 13 ans environ. Au cours des années suivantes, l'institut s'est enrichi de la classe préparatoire de l'IFF pour les enfants à partir de 8 ans, du concept VIFFRegional ainsi que du GrundIFF.
Dans le cadre de l'enseignement du piano, l'école supérieure offre à ses étudiants, en collaboration avec l'association Clavier e.V. à la HMTMH, des possibilités de se familiariser avec les sonorités du clavecin jusqu'au piano à queue de concert actuel. Outre différents clavecins et clavicordes, la HMTMH dispose d'une précieuse collection de pianos et de pianos à queue historiques datant de 1790 à 1910 pour l'enseignement et les concerts (originaux et copies). L'école supérieure entretient des relations artistiques et scientifiques ainsi qu'un échange international d'expériences avec plusieurs conservatoires et universités nationaux et étrangers, notamment aux Pays-Bas et en Europe de l'Est. Environ 500 manifestations par an contribuent à l'orientation pratique de la formation. Des concerts publics sont fréquemment organisés dans le bâtiment principal de l'école supérieure à la Neue Haus et dans les salles de musique de chambre de la Plathnerstraße et de la Uhlemeyerstraße. En règle générale, la Hochschule organise chaque année plusieurs concerts d'orchestre ainsi que deux productions d'opéra, un festival de musique de chambre, un festival de lieder ainsi que plusieurs concerts de chorale. Les étudiants du domaine d'études JazzRockPop se produisent régulièrement dans les clubs de la ville de Hanovre.
Le département d'art dramatique de la HMTMH forme une quarantaine d'étudiants dans le cadre d'un cursus diplômant axé sur la scène. Les études à l'école d'art dramatique de Hanovre (l'une des 13 écoles d'art dramatique publiques de la République fédérale d'Allemagne) sont extrêmement populaires. Environ quatre productions sont créées chaque année dans le propre studio-théâtre de l'Expo Plaza dans le Parc Expo de Hanovre à Hanovre.

### Matières scientifiques et pédagogiques
Au semestre d'hiver 2004/2005, les structures des filières d'enseignement (examen d'Etat) ainsi que des filières de musicologie et de pédagogie musicale (maîtrise) ont été fondamentalement modifiées par le passage aux diplômes de Bachelor et de Master reconnus au niveau international. Aujourd'hui, la musicologie à la HMTMH comprend les trois disciplines partielles ethnomusicologie, musicologie systématique et musicologie historique. Dans le cadre du Bachelor pluridisciplinaire (FüBa), des compétences dans les différentes sous-disciplines de la musicologie sont transmises en plus d'une formation artistique et pratique complète. Pour les futurs musiciens scolaires, le cursus de master pour l'enseignement au lycée ou dans les écoles spécialisées (M.Ed.) offre la possibilité d'approfondir non seulement les contenus pédagogiques musicaux, mais aussi les thèmes musicologiques. La filière de master Musique et médias (M.A.), unique en Allemagne, combine les domaines de la musicologie et des sciences de la communication et forme les étudiants, entre autres, aux métiers du journalisme musical ainsi qu'aux relations publiques et à la gestion d'entreprises musicales. Le master en recherche musicale et médiation musicale (de) est axé sur un approfondissement intensif en musicologie et en pédagogie musicale. Le cursus de doctorat (Dr. phil.) offre la possibilité de se spécialiser en musicologie. Dans le domaine de la pédagogie musicale, on propose en outre les filières d'enseignement pour pédagogie spécialisée (B.A. et M.Ed.) et de formation artistique et pédagogique (KPA).

## Instituts

### Institut de journalisme et de recherche en communication

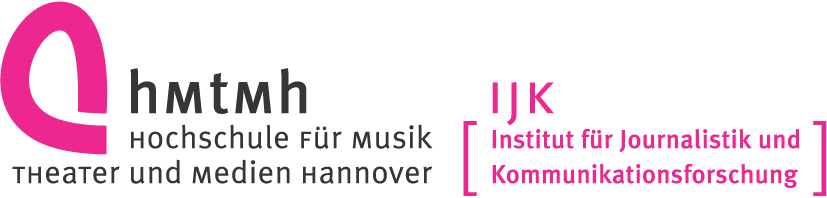
Logo de l'IJK

L'Institut de journalisme et de recherche en communication (IJK) est l'institut en sciences de la communication de la HMTMH et occupe ainsi une position particulière au sein de l'établissement. L'IJK se concentre sur la recherche : médias de masse et Élection, réception des médias, média interactif, relations publiques et leur évaluation, marchés européens de la presse, journaux quotidiens, publicité, journalisme culturel, enfants et médias, communication en matière de santé, etc. L'institut participe entre autres au projet de la DFG "Publizistische Struktur der deutschen Tagespresse und ihrer Eigentümerstrukturen", à l'association d'innovation "Veredelung pflanzlicher Rohstoffe", soutenue par l'UE et le Land de Basse-Saxe, ainsi qu'au projet "Biofabrication for NIFE", également soutenu par le Land de Basse-Saxe.
Les cursus proposés sont le Bachelor/Master en management des médias et le Master 'Médias et musique'. Ce dernier a remplacé le master 'Communication multimédia' au semestre d'hiver 2008/2009.
Dans le classement de Karriere (Heft 05/2006), l'institut arrive en deuxième position dans la catégorie Sciences des médias, derrière l'Université de Leipzig. Selon le classement des universités du Centre de développement universitaire (de) (en allemand : Centrum für Hochschulentwicklung) (CHE) en 2008, l'IJK fait partie du groupe de tête des instituts allemands de sciences des médias et de la communication. Dans le jugement des étudiants, l'institut a obtenu la meilleure note globale du classement CHE, soit 1,4. En 2011, l'Institut de journalisme et de recherche en communication a été caractérisé comme un "excellent établissement d'enseignement et de recherche" par l'étude d'évaluation CHE "Vielfältige Exzellenz 2011". Outre l'Institut de journalisme et de recherche en communication, seule l'université privée Université Zeppelin de Friedrichshafen a été distinguée.

### Centre européen de musique juive

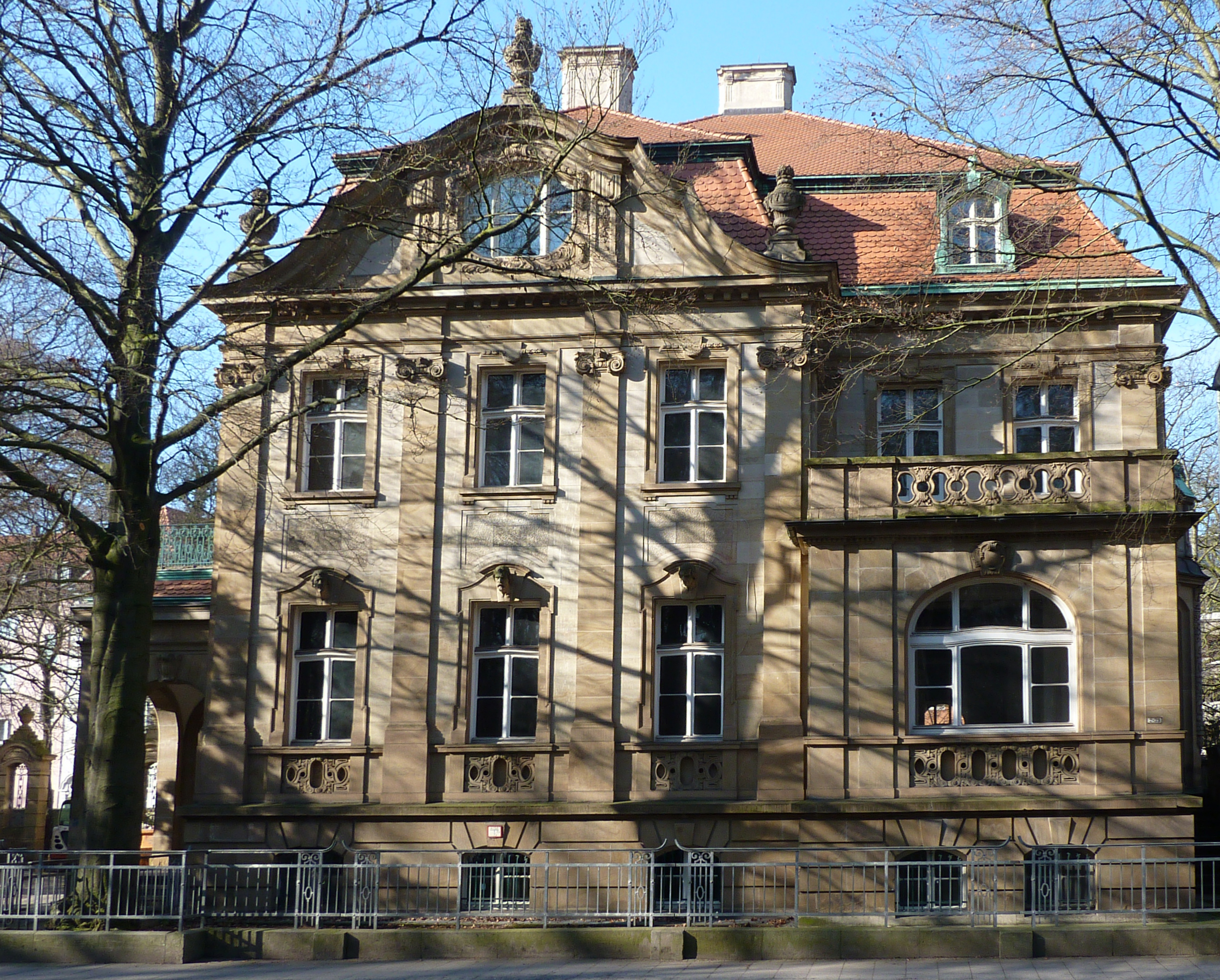
Villa Seligmann

Le Centre européen de musique juive, fondé en 1988 par Andor Izsák, est un institut de l'université depuis 1992. Il s'occupe de la documentation et de la reconstruction de la musique liturgique juive. En 2006, la Villa Seligmann de l'ancien directeur de Continental AG, Siegmund Seligmann, a été achetée pour l'institut  et le bâtiment a été inauguré en janvier 2012 après sa rénovation.

### Institut de physiologie musicale et de médecine des musiciens
L'IMMM est une institution unique en République fédérale d'Allemagne. Il étudie les bases physiologiques de la pratique et de la perception de la musique ainsi que les causes des maladies professionnelles des musiciens. L'expertise d'Eckart Altenmüller est mise à profit dans le service ambulatoire spécialisé pour les patients souffrant de maladies liées à la pratique instrumentale.

### Institut de recherche en pédagogie musicale
L'ifmpf se concentre sur les domaines de la pédagogie musicale historiographique, systématique et comparative et s'est fait un nom avec la théorie didactique et le matériel pédagogique pratique.

### Institut de musicologie
Sous l'égide de l'Institut de musicologie, des musicologues de la musicologie systématique et historique ainsi que de l'ethnomusicologie font de la recherche et enseignent. Les trois instituts de recherche indépendants et très respectés témoignent de la force et de la diversité des sous-disciplines.

### Centre de recherche sur la musique et le genre
Le centre de recherche Musique et Genre (fmg) encourage la recherche sur le genre dans la discipline de la musicologie et place au centre de l'attention la vie et l'œuvre de compositrices et d'interprètes féminines injustement négligées jusqu'à présent, ainsi que les processus culturels et sociétaux globaux.

### Institut de jazz, rock et pop
La musique jazz, rock et pop à la HMTMH est une offre unique en Allemagne, alliant un enseignement artistique spécialisé, une pratique musicale variée et une réflexion scientifique. En 1985, la HMTMH a été l'une des premières universités allemandes à proposer des études de jazz, de rock et de pop. Depuis, ce domaine d'études n'a cessé de croître et s'est forgé d'importantes caractéristiques uniques : L'institut JazzRockPop, fondé au semestre d'hiver 2012/13, comprend les filières Jazz et musique apparentée au jazz, Musique populaire, le master JazzRockPop ainsi que le bachelor pluridisciplinaire (spécialisation Jazz, Rock, Pop). Outre l'enseignement universitaire, l'institut propose des formations continues dans le domaine non universitaire par le biais d'ateliers et de séminaires. En réalisant et en promouvant des projets artistiques et des concerts, l'institut participe activement à la scène musicale régionale et nationale. Les activités de recherche, les publications et les réunions scientifiques constituent le cœur des activités scientifiques. L'institut considère également qu'il est de son devoir d'améliorer les chances professionnelles des diplômés en les préparant activement aux concours et aux possibilités de projets.

### Institut pour l'encouragement précoce des surdoués de la musique
L'"Institut für Früh-Förderung musikalisch Hochbegabter" (IFF) a été fondé en 2000. Fruit d'une coopération intensive entre la HMTMH, les ministères concernés et la fondation de Basse-Saxe, l'IFF a été intégré à l'école supérieure sous la forme d'un nouveau cursus régulier pour enfants et adolescents à partir de 13 ans environ. Ces "études précoces de musique", toujours uniques en leur genre en Allemagne, ont entre-temps été évaluées avec succès. L'IFF mise sur la diversité et l'intensité de la formation, sur l'encadrement individuel et sur une utilisation habile des ressources en temps, ce qui implique également de nouvelles voies dans la coordination avec les écoles d'enseignement général. En 2004, l'institut s'est également doté d'une classe préparatoire VIFF pour les enfants à partir de neuf ans environ, afin d'inclure également les enfants en âge de scolarité primaire dans le programme de formation.

### Institut de musique contemporaine
L'Institut pour la nouvelle musique se consacre à l'enseignement de la musique nouvelle ; il porte le nom d' Incontri (en italien : rencontres). Depuis octobre 2012, l'Institut pour la nouvelle musique contemporaine est dirigé par Rebecca Saunders et Oliver Schneller. En tant que lieu d'échange, de rencontre et d'acquisition de connaissances, Incontri coordonne et promeut l'enseignement et la pratique d'exécution dans le domaine de la musique nouvelle à la HMTMH et offre aux étudiants une plateforme pour leurs concepts et leurs idées. Les masterclasses, les séries de conférences et les séminaires visent une étroite collaboration avec les autres instituts et départements de la haute école. Le Forum Neue Kammermusik présente régulièrement des œuvres d'étudiants dans le cadre de sa propre série de concerts. L'institut travaille en réseau dans le Land de Basse-Saxe, mais aussi au niveau national et international. Le studio électronique, qui fait partie intégrante de l'institut, donne un aperçu fondamental de la composition électroacoustique ainsi que des connaissances en matière d'analyse, de synthèse et de traitement du son et d'électronique en direct.

### Autres instituts
Le Center for World Music, fondé en 2001 à la Fondation Université de Hildesheim en association avec l'ethnomusicologie de la HMTMH, a pour mission la recherche interdisciplinaire et la préparation didactique de la vie musicale contemporaine mondiale.
L'objet du "Hanover Music Lab" est la perception, l'expérience, le traitement cognitif et l'effet de la musique.
En 2010, l'"Institut de musique de chambre" et l'"Institut de musique ancienne" ont été créés.

## Anciens présidents
- 1979–1993 Richard Jakoby
- 1993–1997 Peter Becker
- 1997–2003 Klaus-Ernst Behne
- 2003–2005 Katja Schaefer
- 2006–2009 Rolf-Burkhard Klieme
- Depuis 2010 Susanne Rode-Breymann[7]

## Professeurs
- Hans Deinzer (1934-2020), professeur de clarinette pendant 30 ans

## Anciens étudiants notables
- Yuuko Amanuma (1955-), compositrice et cheffe d'orchestre japonaise
- Névine Allouba (1958-), artiste lyrique soprano égyptienne.
- Elisabeth Brauß (1995-), pianiste classique allemande.
- Sabine Meyer (1959-), clarinettiste et soliste allemande

## Galerie
| |
| Bâtiment universitaire sur la place Neues Haus, à la lisière sud du Stadtwald Eilenriede, vue du sud-est (2023) |

|                                                    |
| Vue du bâtiment principal depuis le sud-est (2011) |

|                                                 |
| Vue du nord-ouest sur la cour intérieure (2015) |

|                                                                                              |
| Vue de la place depuis le sud, à gauche un reste de la façade de l'ancienne Neue Haus (2018) |

|                                                                     |
| Lettre en béton coulé à l'entrée principale de la façade sud (2011) |